# فصة لولبية
الفصة اللولبية (باللاتينية: Medicago turbinata) نوع نباتي يتبع جنس الفصة من الفصيلة البقولية.

## الموئل والانتشار
موطنها بلاد الشام ومصر والمغرب العربي وقبرص وتركيا واليونان والبلقان ومالطة وإيطاليا وفرنسا وإسبانيا والبرتغال.

## مرادفات للاسم العلمي
- (باللاتينية: Medicago polymorpha var. turbinata L.)
- (باللاتينية: Medicago spinulosa DC. (provisional))
- (باللاتينية: Medicago tuberculata (Retz.) Willd.)
- (باللاتينية: Medicago turbinata subsp. spinulosa (DC.) Ponert (provisional))
- (باللاتينية: Medicago polymorpha var. tuberculata Retz.)
- (باللاتينية: Medicago turbinata (L.) All. var. turbinata)